# Aeroportul Mbandaka
Aeroportul Mbandaka (IATA: MDK, ICAO: FZEA) este un aeroport din Mbandaka, Provincia Équateur, Republica Democratică Congo ce deservește zona Mbandaka. A fost numit după zona deservită.
Situat la o altitudine de 317 m, aeroportul dispune de o singură pistă.